# Tupolev Tu-12

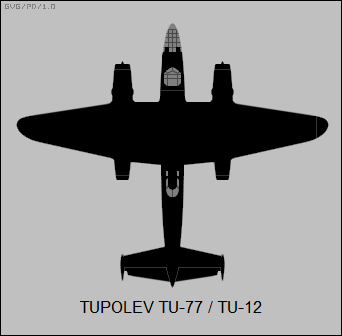
Tu-12

O Tupolev Tu-12 (designação de desenvolvimento Tu-77) foi um bombardeiro médio experimental a jato soviético desenvolvido a partir do bem sucedido bombardeiro a pistão Tupolev Tu-2 após o fim da Segunda Guerra Mundial. Foi projetado como uma aeronave de transição para familiarizar a Tupolev e a VVS com problemas envolvidos em bombardeiros a jato.

## Desenvolvimento
O projeto do bombardeiro a jato Tupolev Tu-73 estava sofrendo atrasos no início de 1947 e a Tupolev sugeriu alterar o projeto do Tu-2 com os motores britânicos importados Rolls-Royce Nene para produzir um bombardeiro a jato o mais rápido possível. O trabalho se iniciou bem antes da aprovação oficial, que foi recebida em 31 de Maio de 1947 para que um Tu-2S fosse convertido na OKB e outros cinco a serem convertidos na fábrica nº 23, Zavod, mas a construção do protótipo já havia se iniciado no início de maio sob a designação Tu-77.
As mudanças em relação ao Tu-2 padrão foram minimizadas para agilizar a produção e eram as seguintes:
- Dois motores a jato Nene substituíam os motores radiais Shvetsov ASh-82FN.
- O diedro da asa foi reduzido de 6° para 3°.
- A fuselagem foi aumentada em 400 mm e a fuselagem traseira aumentada em 300 mm.
- Um novo trem de pouso triciclo foi instalado, com as rodas principais retraindo para as naceles dos motores.
- Tanques de combustível adicionais foram instalados e o projeto dos tanques alterados para acomodar a mudança de gasolina para querosene.
- O sistema de controle de voo foi revisado e foram instalados trim tabs nos profundores.
- A asa e a cauda foram reforçadas.
- O canhão de 20 mm ShVAK foi removido da raiz da asa e um canhão de 23 mm Nudelman-Suranov NS-23 foi instalado na carenagem externa do lado esquerdo do nariz.

### Testes e avaliação
O protótipo foi finalizado em Julho e voou pela primeira vez em 27 de Julho de 1947. Duas aeronaves foram apresentadas na Demonstração de Aviação em Tushino no dia 3 de Agosto de 1947. Concluiu os testes do fabricante em Setembro e participou dos testes de aceitação pelo estado de 4 de Outubro de 1947 a 27 de Fevereiro de 1948, quando foi redesignado como Tu-12. O NII VVS (Naoochno-Issledovatel'skiy Institoot Voyenno-Vozdooshnykh Seel – Instituto de Testes Científicos da Força Aérea) reportou sumariamente as diferenças entre o Tu-2 e o Tu-12 como "um ganho considerável em velocidade, uma razão de subida melhor, um teto de serviço maior, mas o desempenho em solo é pior e um carregamento consideravelmente maior de combustível é necessário para atingir o mesmo alcance do Tu-2." Tanto a falta de uma de uma cabine pressurizada reduzia drasticamente sua efetividade em alta altitude e a falta de um equipamento de degelo para o bordo de ataque da asa e cauda, além do parabrisa da cabine de pilotagem foram notados como grandes problemas. Em altas velocidades, era virtualmente impossível operar lateral e verticalmente as torres de arma operadas manualmente VUB-68 e Lu-68. A vibração do canhão NS-23 quando atirando deixava o equipamento utilizado pelo navegador inutilizável e danificava os vidros da cabine. Ao ligar o sistema de identificação amigo ou inimigo afetava adversamente o sistema de comunicação interna e os rádios. Novos geradores foram instalados, pois os originais não produziam energia elétrica suficiente.
Os testes conduzidos pela NII VVS incluía um teste entre o Tu-12 e os caças soviéticos MiG-9 e Yak-23, que era muito útil para testar o armamento ofensivo dos caças, o armamento defensivo do bombardeiro e as táticas envolvendo ambos os tipos de aeronaves. Os testes demonstraram a inferioridade do armamento atual de 12,7 mm, significando que todo bombardeiro soviético a partir de então utilizasse como armamento defensivo torres automatizadas com armas de 20 mm ou mais.
As cinco aeronaves modificadas pela fábrica receberam o motor Klimov RD-45, a cópia não licenciada do motor Nene, e todas as seis aeronaves foram utilizadas pela VVS para familiarização e treinamento de tripulantes. As aeronaves foram também utilizadas em outros testes, tais como testes com drone, e outra redesignada Tu-12LL, equipada com vários motores pulsojato em um pilone sobre a fuselagem.

## Operadores
União Soviética
- Força Aérea Soviética